# ألكسندر بتروف (ممثل)
ألكسندر بتروف (بالروسية: Александр Петров)‏ هو ممثل روسي، ولد في 25 يناير 1989 في روسيا. بدأ مشواره المهني سنة 2010.

## وصلات خارجية
- ألكسندر بتروف على موقع IMDb (الإنجليزية)
- ألكسندر بتروف على موقع ألو سيني (الفرنسية)
- ألكسندر بتروف على موقع ميوزك برينز (الإنجليزية)
- ألكسندر بتروف على موقع قاعدة بيانات الفيلم (الإنجليزية)
- ألكسندر بتروف على موقع كينوبويسك (الروسية)